# Torri di Quartesolo
Torri di Quartesolo (Łe Tóri in veneto) è un comune italiano di 11 822 abitanti della provincia di Vicenza in Veneto.

## Origini del nome
"Torri" si riferisce chiaramente alle opere difensive qui erette dai Vicentini nel medioevo. "Quartixolum" è invece più antico e rimanda al latino quartum milium solum cioè un luogo che distava quattro miglia romane (circa 6 km) da Vicenza.
Si è ipotizzato che "Lerino" derivi da "Larine", isoletta a fronte della Provenza nella quale sorgeva il cenobio, dedicato a San Martino di Tours, oppure da Larin, da lares (cioè "focolare" o "dei della casa"). Nel 1297 i documenti riportano "Lerinum".
Per "Marola" vi sono varie interpretazioni: dalla famiglia romana dei Maruli, oppure da Marula o Mara, che significano rispettivamente palude e canale, e questa è l'interpretazione più realistica, rispondendo alla conformazione geologica del terreno. Il nome definitivo di Marola appare in un documento del 1262, il Regestum Possessionum Comunis Vincentie.

## Storia

### Epoca antica e Medioevo
In epoca romana il territorio di Torri di Quartesolo era attraversato da un'importante strada romana, la via Gallica; è perciò probabile che fosse interessato da stanziamenti umani. Torri di Quartesolo, in particolare, distava quattro miglia da Vicenza, da cui il nome in latino del centro abitato (Ad Quartum), che esisteva già in questa epoca storica. A Lerino è stato rinvenuto un cippo riportante il nome di due famiglie romane.
Le torri di Quartixolus de subtus, così chiamato per distinguerlo dal Quartixolus de supra che è l'attuale frazione di Setteca', furono edificate dai vicentini a protezione della vicina città nel primo periodo comunale - il XII secolo - caratterizzato dalle rivalità con Padova. Le fortificazioni furono costruite nel punto in cui il fiume Tesina, dopo che vi è confluito l'Astico ed ingrossato dal Tribolo e dalla Tergola, tagliando la strada per Padova "perde – come scriveva Filippo Pigafetta – la nominanza nel Bacchíglione".
Qui si trovavano una o più torri che lo storico padovano Albertino Mussato (1261 – 1329) chiama "Bitifredo". Egli parla con diretta cognizione della fortificazione vicina al ponte sul Tesina ed afferma che i padovani "sopra il ponte trovarono impedimento", ma finalmente "presero una torre nella quale uccisero tutte le guardie dello Scaligero (Cangrande)". Lo scontro in questione avvenne nell'aprile del 1313 ed è assai probabile che in quell'occasione i padovani abbiano distrutto la torre del ponte.
Nella cronaca del Pagliarino, infatti, si legge che "nel 1315 li Signori della Scala ristaurarono la torre del Quartisolo la quale molto tempo avanti era stata spianata da padovani et fu ristaurata accioché i padovani non infestassero con le armi et il fuoco li sobborghi della città".
La distruzione definitiva delle Torri di Quartixolus de subtus ebbe luogo nel 1387 quando Antonio della Scala - come narra la cronaca di Conforto da Costozza - ormai sull'orlo della disfatta e temendo di non poterle difendere, le fece demolire; di esse, da quel momento, non si parla più.
Verso la metà del Trecento, durante la signoria scaligera, il territorio di Torri fu sottoposto, sotto l'aspetto amministrativo, al Vicariato civile di Camisano e tale rimase, anche sotto la dominazione veneziana, sino alla fine del XVIII secolo.

### Età moderna e contemporanea
Nel Cinquecento il ponte sul Tesina venne ricostruito su progetto di Andrea Palladio e nel corso del medesimo secolo vennero costruite anche le ville Da Porto.
All'arrivo delle truppe napoleoniche nel 1797 Torri subì un violento saccheggio e - con il Dipartimento del Bacchiglione - vennero unificati in un solo comune i paesi di Torri, Lerino e Marola, che fino ad allora avevano goduto di vita autonoma.
Con il congresso di Vienna del 1815 si viene a creare il Lombardo Veneto, regno dipendente all'Austria Ungheria e con esso il suo inevitabile cambio di Governo. La dominazione asburgica durò fino al 22 ottobre 1866, data della pace di Vienna ed annessione al regno d'Italia.
Durante le due guerre mondiali vi furono numerose vittime e, nella seconda, soprattutto Torri e Lerino subirono violenti bombardamenti. Nell'ultimo trentennio si è verificata una notevole esplosione demografica, dovuta anche al sorgere di molteplici attività industriali, artigianali e commerciali.
In pochissimi chilometri sono sorte due grandi aree commerciali: quella denominata "Le Piramidi" (che con i suoi 150 negozi in un unico blocco, i grandi magazzini e la multisala cinematografica è diventata uno dei maggiori poli commerciali del Veneto), e il centro "Palladio" di 100 negozi, solo per poche decine di metri amministrativamente entro il territorio del Comune di Vicenza, ma di fatto gravitante su Torri.
Presso la grande sede di "Centro Torri" ("Torri 1" e "Torri 2") erano accentrati fino al 2017 servizi bancari. I due grandi palazzi furono infatti edificati dalla ex-Banca Cattolica del Veneto rispettivamente nel 1974 e nel 1979, utilizzati poi sempre come sede bancaria, successivamente, dal Banco Ambrosiano Veneto, Banca Intesa ed infine Intesa Sanpaolo.

### Simboli
Lo stemma e il gonfalone del comune di Torri di Quartesolo sono stati concessi con decreto del presidente della Repubblica del 9 febbraio 1990.
Il gonfalone è un drappo di giallo.

## Monumenti e luoghi d'interesse

### Architetture religiose
- Chiesa parrocchiale dei Santi Gervasio e Protasio, a Torri

L’attuale chiesa di Torri fu ricostruita nel dopoguerra perché la precedente fu bombardata dagli alleati il 24 aprile 1945, nel tentativo di colpire il ponte, rimasto indenne, allo scopo di ritardare la ritirata delle truppe tedesche.
- Chiesa parrocchiale dedicata alla Presentazione del Signore, a Marola

Fu completata nel 1881, sostituendo la precedente, dedicata a Santa Maria
- Chiesa parrocchiale di San Martino, a Lerino

La prima fondazione risale al XIII secolo, fu ricostruita nel 1742 e più volte restaurata. Conserva al suo interno una pregevole scultura della Madonna col Bambino in pietra policroma degli inizi del Quattrocento e i tondi Misteri del Rosario, dipinti da Giulio Carpioni nel Seicento.

### Architetture civili
- Villa Da Porto Slaviero, a Torri

Fu fatta costruire nel Cinquecento dal conte Porto. In seguito la proprietà passò ai conti Velo e poi ancora a Giovanni Battista Clementi che, infine, nel 1920 la cedette alla famiglia Slaviero, attuale proprietaria. Nel corso degli anni l'interno della villa è stato completamente ristrutturato.
- Villa Da Porto Rigon, a Torri
- Ponte sul fiume Tesina

Attribuito ad Andrea Palladio, ma ricostruito.

## Società

### Evoluzione demografica
Abitanti censiti

## Cultura

### Istruzione
A Torri, capoluogo e frazioni, vi sono quattro scuole dell'infanzia (di cui tre private), quattro scuole primarie (di cui una privata) e due scuole secondarie inferiori. Sono presenti un asilo nido e due sezioni di asilo nido presso scuole dell'infanzia, tutti privati.
Nel capoluogo vi è anche la Biblioteca civica, che fa parte della rete di biblioteche vicentine.

## Geografia antropica
Frazioni del Comune di Torri sono Marola e Lerino.
Altre località sono Stradone, Vedelleria, Castello, Marconi, Risaro, Guizze, Cantarana.

### Marola

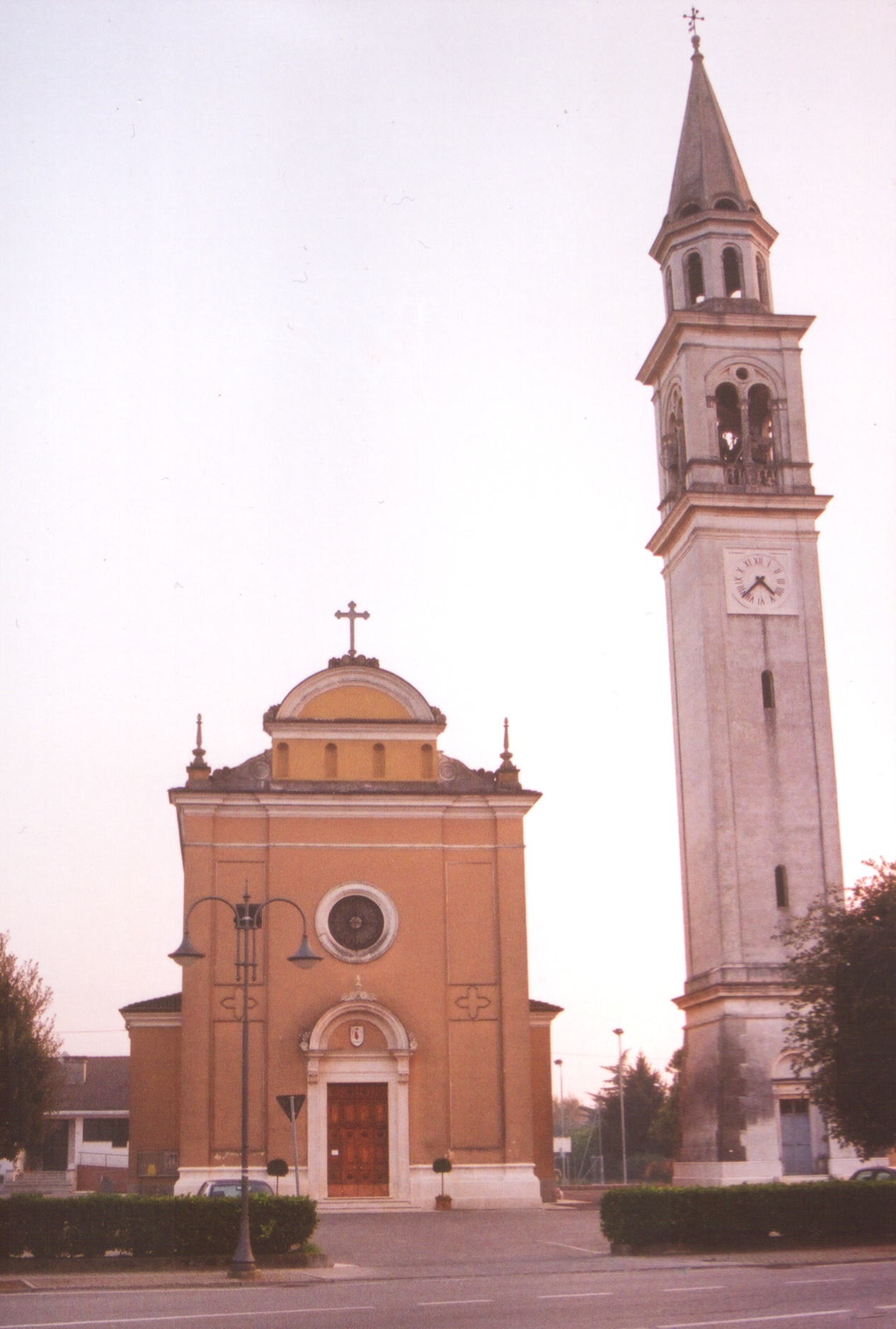
La chiesa di Marola

#### Storia
Nella "Cronica di Ecelino" si accenna a non meglio identificati "castellani di Marola" e ciò proverebbe l'esistenza in questa località di un castello antico, molto probabilmente del tipo di quelli sorti nel secolo X a protezione della chiesa e degli abitanti dalle scorrerie degli Ungari.
Marola è la più grande tra le frazioni di Torri di Quartesolo.
Dagli inizi del 2000 ha subito uno sviluppo intenso e senza sosta, passando da frazione di campagna a prolungamento della città.
Marola è legata al fiume che vi scorre, ossia il fiume Tesina, che da sempre accompagna la storia di tutto il comune di Torri di Quartesolo.
Il baricentro della frazione è nella sua chiesa parrocchiale, ma le attività commerciali principali si svolgono lungo Via dal Ponte, ovvero lungo il collegamento Marola-Lerino. Di grande importanza anche Via Stradone che collega la frazione ai comuni limitrofi.
Marola è ricordata anche per la beata Mamma Rosa.

### Lerino

#### Storia
Nel 1181 le monache benedettine di San Pietro, cui apparteneva la giurisdizione sulla circoscrizione pievana di Grumolo, cedettero il castello di Lerino (castrum Lidrini) ai decani di questa villa, che agivano per conto dei "vicini", ossia gli appartenenti al vicus di Lerino. Dall'atto notarile rogato per tale cessione si può comprendere l'importanza del castello ("est circumdatum aqua et fossato") e che i vicini erano tenuti alla sua manutenzione e difesa.
Il castello di Lerino si chiamava anche "castrum Belfredi", probabilmente dal nome di uno dei feudatari che lo avevano tenuto, ed era ancora in efficienza nel 1256 quando ne ritornavano nuovamente in possesso le monache di San Pietro.
Il silenzio dei documenti dopo il Duecento induce a ritenere che anche il castello di Lerino sia rimasto distrutto, come tantissimi altri, nel corso della lunga guerra tra i padovani e i veronesi nel secolo successivo.
A Lerino transita la linea ferroviaria Milano-Venezia, una delle tratte ferroviarie più importanti d'Italia.

## Amministrazione
| Periodo | Periodo   | Primo cittadino     | Partito              | Carica  | Note          |
| ------- | --------- | ------------------- | -------------------- | ------- | ------------- |
| 1945    | 1951      | Antonio Fabris      | Indipendente         | Sindaco | [ 17 ]        |
| 1951    | 1955      | Virginio Grosselle  | Democrazia Cristiana | Sindaco | [ 17 ]        |
| 1955    | 1975      | Lorenzo Pellizzari  | Democrazia Cristiana | Sindaco | [ 17 ]        |
| 1975    | 1980      | Giorgio Carollo     | Democrazia Cristiana | Sindaco | [ 17 ]        |
| 1980    | 1990      | Giampietro Busatta  | Democrazia Cristiana | Sindaco | [ 17 ] [ 18 ] |
| 1990    | 1995      | Tarcisio Oliviero   | Democrazia Cristiana | Sindaco | [ 19 ]        |
| 1995    | 2004      | Gastone Valente     | Centro-sinistra      | Sindaco | [ 20 ]        |
| 2004    | 2014      | Diego Marchioro     | Centro-sinistra      | Sindaco | [ 21 ]        |
| 2014    | 2019      | Ernesto Ferretto    | Centro-destra        | Sindaco | [ 22 ]        |
| 2019    | 2024      | Diego Marchioro     | Centro-sinistra      | Sindaco | [ 21 ]        |
| 2024    | in carica | Gianluca Ghirigatto | Centro-sinistra      | Sindaco |               |

### Altre informazioni amministrative
La circoscrizione territoriale ha subito le seguenti modifiche: nel 1987 distacco di territori aggregati al comune di Vicenza e aggregazione di territori staccati dal comune di Vicenza (zone disabitate).

## Sport
Nella città ha sede l'Unione Sportiva Torri, che comprende le sezioni di pallamano e pallavolo.
La sezione di pallamano milita in Serie A2 (pallamano maschile), mentre la sezione del volley milita in Serie C (pallavolo femminile).